# Stefan Simić
Stefan Simić (Praag, 20 februari 1995) is een Tsjechisch profvoetballer die doorgaans als verdediger speelt. Hij stroomde in 2014 door vanuit de jeugd van AC Milan. Dat verhuurde hem in augustus 2017 voor een jaar aan FC Crotone.

## Clubstatistieken
| Seizoen | Club              | Land            | Competitie         | Competitie | Competitie | Beker | Beker | Internationaal | Internationaal | Totaal | Totaal |
| Seizoen | Club              | Land            | Competitie         | Wed.       | Dlp.       | Wed.  | Dlp.  | Wed.           | Dlp.           | Wed.   | Dlp.   |
| ------- | ----------------- | --------------- | ------------------ | ---------- | ---------- | ----- | ----- | -------------- | -------------- | ------ | ------ |
| 2014/15 | AC Milan          | Vlag van Italië | Serie A            | 0          | 0          | 0     | 0     | 0              | 0              | 0      | 0      |
| 2014/15 | → Varese          | Vlag van Italië | Serie B            | 17         | 0          | 3     | 0     | —              | —              | 20     | 0      |
| 2015/16 | AC Milan          | Vlag van Italië | Serie A            | 0          | 0          | 0     | 0     | —              | —              | 0      | 0      |
| 2016/17 | → Excel Moeskroen | Vlag van België | Jupiler Pro League | 30         | 1          | 2     | 1     | —              | —              | 32     | 2      |
| 2017/18 | → FC Crotone      | Vlag van Italië | Serie A            | 9          | 0          | 1     | 0     | —              | —              | 10     | 0      |
| 2018/19 | AC Milan          | Vlag van Italië | Serie A            | 0          | 0          | 0     | 0     | 0              | 0              | 0      | 0      |
| Totaal  | Totaal            | Totaal          | Totaal             | 56         | 1          | 6     | 1     | 0              | 0              | 62     | 2      |

2 Calabria  ·
4 Bennacer ·
7 Giménez ·
8 Loftus-Cheek ·
9 Jović ·
10 Leão ·
11 Pulisic ·
14 Reijnders ·
16 Maignan ·
17 Okafor ·
18 Zeroli ·
19 Hernández ·
20 Jiménez ·
21 Chukwueze ·
22 Emerson ·
23 Tomori ·
24 Florenzi ·
28 Thiaw ·
29 Fofana ·
31 Pavlović ·
42 Terracciano ·
46 Gabbia ·
57 Sportiello ·
80 Musah ·
90 Abraham ·
96 Torriani ·
Coach: Fonseca
· Assistent-coach: Ferreira